# Yacimiento icnológico del barranco de Vallivana
El yacimiento icnológico del Barranco de  Vallivana se sitúa en el término municipal de Morella (Provincia de Castellón, España)

## Descripción
Las icnitas se localizan en un afloramiento de calizas micríticas bioclásticas del Cretácico inferior, formadas en un sistema deposicional lacustre. Las calizas se disponen en bancos tabulares de potencia centimétrica a decimétrica. Las icnitas aparecen únicamente sobre un estrato calizo de unos 50 cm de potencia.
Sobre la superficie del estrato se pueden distinguir cinco icnitas tridáctilas. Debido a la meteorización y erosión superficial, las icnitas están débilmente marcadas y es difícil su reconocimiento, por lo que multitud de marcas irregulares de la superficie del estrato podrían corresponder a otras tantas impresiones, parcialmente preservadas (dinoturbación generalizada en el estrato).
Las icnitas, por su morfología y tamaño, pueden ser atribuidas a dinosaurios terópodos de talla reducida a media. Se trata de huellas tridáctilas mexaxónicas con talón agudo, dígito III más largo que los otros y dígitos II y III orientados en sentido medial.
Tres de las icnitas se agrupan en un rastro con orientación N-S (N210E). Las otras dos icnitas tridáctilas, de mayor tamaño que las anteriores, y se disponen en dirección perpendicular al rastro n.º 1.
- Edad del yacimiento: Cretácico inferior (Valanginiense inferior- Hauteriviense superior).

## Estado de conservación
- Sustrato: las icnitas se encuentran sobre rocas calizas coherentes, sin peligro de arenización o fragmentación. Grandes fracturas transversales cruzan los afloramientos, pero no ponen en peligro la integridad de estos. La acción erosiva de las aguas de escorrentía, incrementada por el efecto de disolución química, ha producido la dilatación y expansión de las fracturas y, en algunos sectores del afloramiento, ha borrado las huellas.

- Icnitas: las icnitas se encuentran débilmente marcadas sobre el techo del estrato rocoso. En algunos sectores las impresiones se han borrado por efectos de la disolución de la caliza.